# Rohan Marley
Pour les articles homonymes, voir Marley.
 (novembre 2019).
Si vous disposez d'ouvrages ou d'articles de référence ou si vous connaissez des sites web de qualité traitant du thème abordé ici, merci de compléter l'article en donnant les références utiles à sa vérifiabilité et en les liant à la section « Notes et références ».
Rohan Anthony Marley, né le 19 mai 1972, à Kingston (Jamaïque), est un joueur de football américain et un musicien jamaïcain.

## Biographie
Rohan Anthony Marley est l'un des fils du musicien reggae Bob Marley et de sa maitresse Janet Hunt (parfois appelée Janet Dunn).
Rohan Marley vécut les 4 premières années de sa vie avec sa mère au Royaume-Uni. Il fut ensuite adopté par son père et son épouse Rita.  Il est allé dans la même école que Ziggy et Stephen, ses demi-frères. Il s'y fit remarquer négativement et fut envoyé terminer ses études chez sa grand-mère à Miami.
Il fut défenseur dans l'équipe de football américain de l'Université de Miami, les Hurricanes de Miami, quand il était étudiant.
Rohan met en œuvre différents projets musicaux de Ziggy, Stephen et ses autres frères et sœurs. On a ainsi pu l'entendre dans l'album Hills Unplugged et dans l'album Lion In The Morning  de son frère Julian Marley.

### Vie privée
Entre 1994 et 1996, Rohan entretient une relation avec Géraldine Khawly, jeune femme américaine d’origine haïtienne. De cette union naîtront Eden en 1994 et Nicolas en 1995.
Il a été en couple avec la chanteuse de R&B, Lauryn Hill de 1996 à 2011. Ils ont eu cinq enfants, Zion David-Nesta né en 1997, Selah Louise née en 1998, Joshua né en 2001, plus tard connu sous le nom de YG Marley, John né en 2003 et Sarah née en février 2008. 
Lauryn Hill a donné naissance à  son sixième enfant, un garçon né en 2011 qui n’a pas été reconnu par Rohan Marley. À la suite de l’annonce de la grossesse, Rohan Marley a mentionné sur son compte Twitter que l'enfant que Lauryn Hill attendait n'était pas de lui, avant de retirer les messages. Il a posté le lendemain de la naissance du bébé : "Lauryn Hill est la mère de mes enfants, envers qui j'éprouve beaucoup d'amour et de respect. Je ne ferais jamais une chose pareille."
Rohan Marley a été fiancé à la mannequin brésilienne Isabeli Fontana jusqu'en septembre 2012.
Le 23 mars 2019, il épouse la mannequin brésilienne Barbara Fialho, au Brésil. Ensemble, ils ont une fille qui se prénomme Maria Fialho Marley née le 1er août 2019. C’est son huitième enfant.